# بهروز رضوی
بهروز رضوی (زادهٔ ۱۰ دی ۱۳۲۶ در تهران) صداپیشه، مجری رادیو و تلویزیون و بازیگر ایرانی است.
بهروز رضوی همکاری خود را با رادیو در سال ۱۳۴۷ به عنوان گوینده آغاز کرد. او روایت مجموعه مستند ایران را بر عهده داشته و همچنین سراینده ترانه‌های مشهوری همچون کویر دل و گمشده با صدای مرجان (ترانه شناسی مرجان) همچنین آلبوم ازدحام سکوت است. او برادر عاطفه رضوی دیگر بازیگر و چهره‌پرداز ایرانی است. وی از سال ۱۳۷۴ در کرج زندگی می‌کند.

## فیلم‌شناسی
- سریال گناه فرشته (۱۴۰۲)
- رادیو ترانزیست (۱۳۹۹)
- مستند «اینجا چراغی روشن است» (۱۳۹۶)[۳]
- امام علی (۱۳۷۶)
- نجات‌یافتگان (۱۳۷۴)
- آبادانی‌ها (۱۳۷۱)
- شعله‌های خشم (۱۳۷۱)
- یک بار برای همیشه (۱۳۷۱)
- دادستان (۱۳۷۰)
- شانس زندگی (۱۳۷۰)
- آب را گل نکنید (۱۳۶۸)
- جستجوگر (۱۳۶۸)
- ردپایی بر شن (۱۳۶۶)
- محموله (۱۳۶۶)
- هرجایی (۱۳۵۳)

## موسیقی
دکلمه در آلبوم گل هزار بهار با آهنگسازی کامبیز روشن‌روان و خوانندگی علیرضا افتخاری که شامل قسمتی از آثار دکتر علی شریعتی بود.
او شاعر  آهنگهای کویر دل و گمشده است که با صدای مرجان پخش شده .
| ترانه   | شاعر       | آهنگساز                                                        | تنظیم |
| کویر دل | بهروز رضوی | برگرفته از ترانه فرانسوی «Viens dans Ma Vie» با صدای آژدا پکان | اریک  |
| گمشده   | بهروز رضوی | فریبرز لاچینی                                                  | اریک  |

|-
|بی ستاره 
|بهروز رضوی
|شاملو کاربند
|جواد معروفی 
|}